# Centrum Szkolenia Wojskowych Służb Medycznych
Centrum Szkolenia Wojskowych Służb Medycznych (CSWSMed) – była szkoła wojskowa Sił Zbrojnych RP kształcąca żołnierzy służby czynnej i rezerwy na potrzeby Wojskowej Służby Zdrowia.

## Formowanie
Centrum sformowano w Łodzi na podstawie decyzji ministra Obrony Narodowej z 6 września 2002 z wyodrębnionej bazy Wojskowej Akademii Medycznej im. gen. dyw. Bolesława Szareckiego. Centrum podporządkowano bezpośrednio Szefowi Inspektoratu Wojskowej Służby Zdrowia w Warszawie.
Z dniem 1 stycznia 2011 roku CSWSMed. zostało przeformowane w Wojskowe Centrum Kształcenia Medycznego.

## Profil kształcenia
Zadaniem Centrum było szkolenie specjalistyczne, a zwłaszcza:
- prowadzenie kursów dla oficerów korpusu medycznego na stopień porucznika, kapitana i majora;
- kształtowanie wiedzy wojskowo-medycznej kandydatów na żołnierzy zawodowych;
- szkolenie żołnierzy w specjalnościach wojskowych średniego i pomocniczego personelu medycznego.

## Struktura organizacyjna (2009)
- komenda
- pion personalno-wychowawczy
- pion ochrony informacji niejawnych
- ambulatorium z izbą chorych
- pion logistyki
- pion dydaktyczny: 6 cykli wojskowo-medycznych, cykl ogólnokształcący, cykl taktyki i szkolenia ogólnowojskowego
- kursy oficerskie
- szkoła młodszych specjalistów
- kurs szkolenia rezerw